# Andy i sekretna kryjówka
Andy i sekretna kryjówka – brytyjski serial animowany, w Polsce emitowany od 2 kwietnia 2018 roku, na kanale BBC Cbeebies.

## Fabuła
Po ciężkim dniu pracy, Andy wraca do swojej sekretnej kryjówki. Przed snem zawsze czeka na niego jeszcze kilka niespodzianek – niespodziewani czworonożni goście, kilka
magicznych przedmiotów i wspólna zabawa.

## Obsada
- Andy Day[2]

## Wersja polska
Opracowanie i udźwiękowienie wersji polskiej: STUDIO SONICA
Wystąpił:
- Piotr Bajtlik – Andy

Lektor: Leszek Zduń